# Otostigmus angusticeps
Otostigmus angusticeps är en mångfotingart som beskrevs av Pocock 1898. Otostigmus angusticeps ingår i släktet Otostigmus och familjen Scolopendridae.

## Underarter
Arten delas in i följande underarter:
- O. a. angusticeps
- O. a. schindleri